# 平群広成
平群 広成（へぐり の ひろなり）は、奈良時代の貴族。官位は従四位上・武蔵守。
遣唐使の判官として唐に渡るが、帰国の途中難船。はるか崑崙国（チャンパ王国、現在のベトナム中部沿海地方）にまで漂流したが、無事日本へ帰りついた。古代の日本人の中で最も広い世界を見たとされる人物である。

## 時代背景
神亀5年（728年）1月に日本海を渡って渤海使が初めて平城宮に入朝した。使節は前年9月に蝦夷地に漂着し、大使の高仁義ら16名は蝦夷に襲われて死亡、生き残った首領の高斉徳ら8名が出羽国に助けを求めたものであった。彼らが提出した渤海郡王・大武芸の国書には、渤海を高句麗の再興であると宣言し、日本との友好善隣を求めていた。同年2月に引田虫麻呂が送渤海使に任命され、6月頃高斉徳らを送るために渤海に向かった。天平2年（730年）に虫麻呂は渤海王の進物や国書を携えて帰朝している。

## 経歴

### 遣唐使節任命と渡唐
天平4年（732年）8月に第10次遣唐使の派遣が決定される。遣唐大使には前次の大使・多治比縣守の弟である多治比広成が、副使には中臣名代が、他に平群広成を含む判官4名、録事（書記官）4名が任命された。9月になると近江・丹波・播磨・備中などの諸国に遣唐使船4隻の建造が命じられている。翌天平5年（733年）3月に大使の多治比広成はじめ使節団は拝朝し、4月になって4隻の船に分乗して難波津を進発した。
途中の東シナ海で嵐に遭うも、4隻全てが無事に蘇州の海岸に着いた。当時の渤海は大武芸の弟大門芸の亡命をめぐって唐と対立の末に戦端を開いており、前年（732年）に渤海水軍が山東の登州を攻撃し、この開元21年（733年）には玄宗は大門芸を幽州に派遣して兵を集めさせ、新羅王にも渤海攻撃を命じたが、いずれも不調に終わっている。
『冊府元亀』によれば、
とある。
一行は無事朝貢の役目を果たし、在唐の留学生や留学僧を集め、才能ある唐人などを日本に招いた。この時、養老元年（717年）の前次遣唐使で渡唐していた吉備真備や玄昉は帰国に応じたが、阿倍仲麻呂は科挙に合格して唐の官職に就いており、帰国しなかった。
同年10月に一行は4隻の船に分乗、蘇州管内の港を出発して帰国の途に就いたが、東シナ海上で暴風雨に遭遇し、離れ離れとなった。大使・多治比広成の乗る第1船のみがかろうじて種子島に漂着した。副使の中臣名代が乗る第2船は福建方面に漂着し、長安に送り返された。『冊府玄亀』には開元23年（735年）3月日本国使来朝とある。同年閏11月に長安を発ち、副使一行は唐朝の援助で船を修理し、翌天平8年（736年）8月には平城京に帰着した。この一行は唐人の楽師である皇甫東朝、唐僧の道璿、後に音博士となる袁晋卿、ペルシア人の李密翳を伴っていた。

### 漂流
一方、平群広成の乗った第3船は潮の流れのままに南へと流された。第4船の行方は全く不明である。広成の船はようやく岸辺に流れ着いたが、住民の肌の色は黒く、崑崙国と知れた。この時、船には115人がいたという。
上陸すると直ちに武装した崑崙兵が襲来したが、武器もない上に漂流で衰弱した身体では到底対抗できず、崑崙兵と戦って死んだ者も、密林に逃げ込んだ者もいた。残りの90人余りは捕らえられたが、ほとんどはマラリアで死亡し、生き残ったのは広成と水手3人だけだった。広成一行は崑崙の都に連行され、崑崙王に拝謁して抑留・軟禁された。
開元23年（735年）になって唐の欽州（現在の中華人民共和国広西チワン族自治区。トンキン湾に面する）在住の崑崙商人に助けられ、欽州へ脱出することができた。欽州には長安から派遣された刺史が駐在しており、広成らは官府の援助で長安に送還されている。広成一行が漂着した「崑崙」がチャンパ王国と断定される理由はいくつかあるが、特に欽州到着後、知らせを受けた唐の尚書右丞相・張九齢が起草した「勅日本国王書」（『全唐文』巻287『唐丞相曲江張先生文集』）に
と記されている。「林邑国」とはチャンパ王国の中国名である。なお、この勅書は副使一行が日本に持ち帰り、平群広成生存の事実は日本でも知られていた。名代帰国後の天平9年（737年）9月に広成は在唐のまま正六位上から外従五位下に昇叙されている。

### 帰国への道
長安では帰国せずに唐朝に仕えていた阿倍仲麻呂が帰国の方途を探った。新羅を経由して帰国するのが近道であったが、日本との関係上、この経路は取れなかった。やがて唐と和解した渤海の使節が長安に来るようになった。渤海と日本との関係は良好だったため、仲麻呂は広成らが渤海経由で帰国できるよう玄宗に上奏し、裁可された。
開元26年（738年）10月、広成ら遣唐使生き残りの一行は登州から海路渤海入りした。武王大武芸が没し、文王大欽茂が即位したばかりの渤海では新王即位を知らせる使者を日本に派遣する準備を進めており、日本の使者が迎えに来るまで待てばどうかと勧められたが、広成はすぐにも帰国したいと申し出た。出航地の記載はない。渤海使は2隻の船に分乗し、日本海を南下したが、途中1隻が大波を受けて転覆し、大使の胥要徳ら40余名が溺死した。別の船に乗船していた広成は副使の将軍・己珎蒙らと共に天平11年（739年）7月に出羽に到着し、6年ぶりに日本への帰国を果たした。副使らとともに10月になって平城京に入ると、11月に拝朝して経緯を報告し、翌12月には外従五位下から一挙に正五位上に昇叙された。

### 帰国後
留学生ではなく遣唐使の判官とはいえ、6年もの間他国を渡り歩いた広成は当時の日本では屈指の知識人であり、朝廷から重用されて昇進を重ねた。
天平15年（743年）刑部大輔、天平16年（744年）東山道巡察使、天平18年（746年）式部大輔次いで摂津大夫を歴任し、聖武朝末の天平19年（747年）従四位下に叙せられる。孝謙朝の天平勝宝2年（750年）従四位上に至り、天平勝宝4年（752年）には武蔵守に任ぜられている。天平勝宝5年（753年）正月28日卒去。最終官位は武蔵守従四位上。

## 官歴
『続日本紀』による。
- 天平4年（732年） 8月17日：遣唐判官
- 時期不詳：正六位上
- 天平9年（737年） 9月28日：外従五位下
- 天平12年（740年） 12月21日：正五位上（越階）
- 天平15年（743年） 6月30日：刑部大輔
- 天平16年（744年） 9月15日：東山道巡察使
- 天平18年（746年） 3月10日：式部大輔。9月20日：摂津大夫
- 天平19年（747年） 正月20日：従四位下
- 天平勝宝2年（750年） 正月16日：従四位上
- 天平勝宝4年（752年） 5月26日：武蔵守
- 天平勝宝5年（753年） 正月28日：卒去（武蔵守従四位上）

## 平群広成を題材とした作品
- 上野誠『天平グレート・ジャーニー：遣唐使・平群広成の数奇な冒険』講談社、2012年。ISBN 9784062178648。 NCID BB10324360。
  - 上野誠『天平グレート・ジャーニー：遣唐使・平群広成の数奇な冒険』講談社〈講談社文庫, う-65-1〉、2015年。ISBN 9784062930161。 NCID BB17928505。